# Wenzel Raimund Birck
Wenzel Raimund Johann Birck, auch unter Pirck, Birk und anderen Schreibweisen zu finden, (getauft 27. Juni 1718 in Wien; † 17. Juli 1763 ebenda) war ein österreichischer Komponist und Organist.

## Leben
Birck war Schüler von Matteo Palotta und Johann Joseph Fux. Ab 1739 wirkte er als kaiserlicher Hoforganist mit Kompositionsverpflichtungen. Er unterrichtete die königlichen Prinzen und Erzherzöge. Einer seiner Schüler war Christoph Sonnleithner. 

## Werke
- Trattenimenti per Clavicembalo, Wien 1757